# Josefa Turina

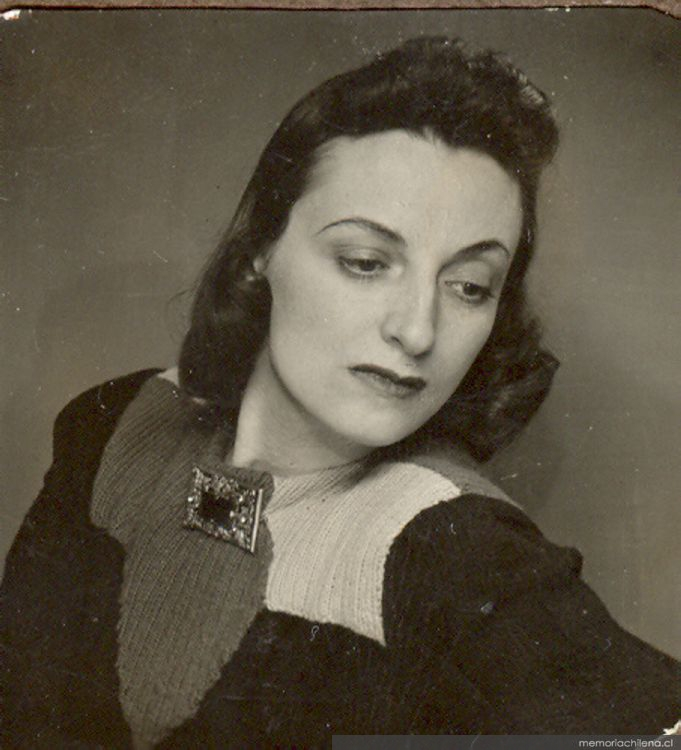
Pepita Turina en 1940

Josefa Alvina Turina Turina (Punta Arenas, 1 de marzo de 1907 - Santiago de Chile, 1 de marzo de 1986), conocida también por su seudónimo Pepita Turina, fue una periodista y escritora chilena de origen croata. Destacó también como gestora cultural y promotora del arte, la literatura y el folclore local.

## Biografía
Pasó su infancia y juventud en Valdivia, ciudad donde cursó sus estudios escolares y estudió piano en el Conservatorio de Música local.
En esa ciudad se inició como periodista en el diario El Correo de Valdivia a partir de 1931. En paralelo, impulsó la creación del Círculo de Difusión Cultural de Valdivia en 1935, entidad que organizó iniciativas como «La Semana del Arte» y el «Primer Salón de Bellas Artes» (1936), que reunió a reconocidos artistas chilenos como Julio Ortiz de Zárate, Samuel Román, José Caracci, Arturo Valenzuela, Marco Bontá y Lorenzo Domínguez.
Posteriormente, se trasladó a Santiago, donde trabajó como catalogadora en la Biblioteca Central de la Universidad de Chile hasta 1952. En 1944 fue secretaria de la Escuela de Educadoras de Párvulos, y entre 1946 y 1949 ocupó el mismo cargo en el Boletín del Centro de Estudios Federico Fröebel.

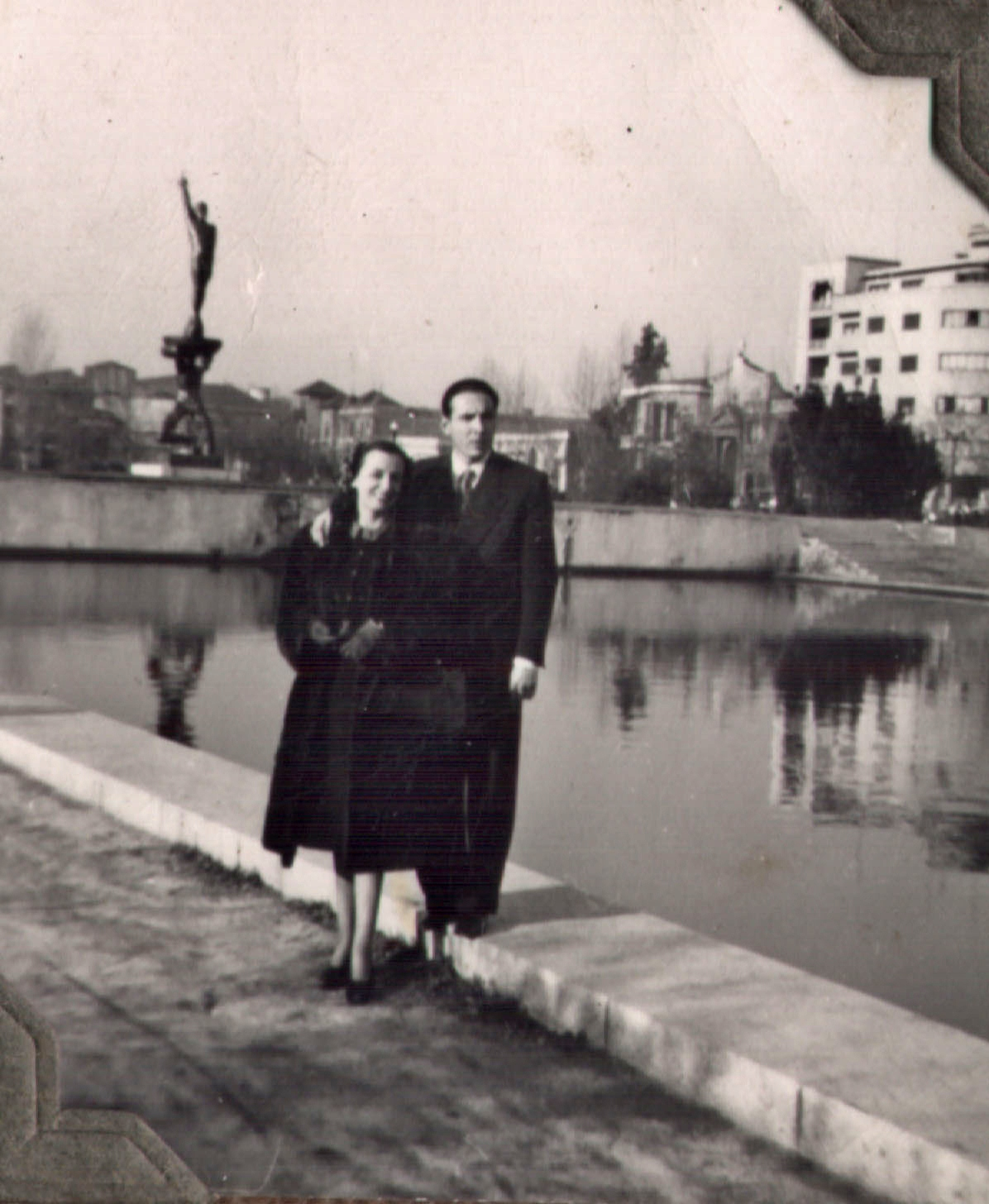
Pepita Turina y Oreste Plath en 1946.

El 3 de febrero de 1943 participó como miembro fundadora de la Asociación Folklórica Chilena (hoy Sociedad de Folclor Chileno), junto a Aureliano Oyarzún Navarro, Ismael Edwards Matte, Domingo Santa Cruz, Oreste Plath, Ricardo Donoso, Raúl Silva Castro, Benedicto Chuaqui, Andrés Sabella, entre otros.
En 1946 contrajo matrimonio con Oreste Plath, con quien tuvo dos hijos. Juntos organizaron un ciclo de conferencias en el Museo Benjamín Vicuña Mackenna, en el que 47 escritores presentaron sus ensayos autobiográficos. Este ciclo dio origen a una colección de publicaciones titulada ¿Quién es quién en las letras chilenas?.

### Trayectoria literaria
Fue una destacada periodista y se dedicó también a la narrativa. 
En 1935 obtuvo el primer premio en el Concurso Floral de las Fiestas Primaverales con Prólogo a la primavera y una Mención Honrosa en Ensayo por su libro Multidiálogo sobre el matrimonio, la familia y sus prismas, en los Juegos Literarios Gabriela Mistral de la Municipalidad de Santiago.
Algunas de sus obras fueron: Un drama de almas; el cuento navideño El refugio de las campanas, por el que obtuvo mención honrosa en el Concurso Atlántida de Buenos Aires (1982), y el relato Tres tiempos en la vida de Sergia, que le valió un premio honorífico en el concurso Esperante de la Northeastern Illinois University de Chicago (1985).
También colaboró como periodista en el diario El Heraldo de Ñuñoa i Providencia.
En ¿Quiénes somos? (1983), reflexionó sobre su sentido de pertenencia y el valor del lugar de origen, más allá de los espacios habitados:

Veinte años viviendo en Valdivia, donde nací literariamente, y cuarenta en Santiago, no me hacen valdiviana ni santiaguina. El lugar donde se nace es como la patria: no hay más que una sola. Las nacionalidades adquiridas son fórmulas, papeles, disposiciones. Nada ni nadie puede quitarnos la condición, por fortuna que sea, de pertenecer al punto geográfico de esta esfera terrestre y celeste que rueda por la magnitud del Cosmos.

## Obra
Entre sus publicaciones más destacadas se encuentran:
- 1934 – Un drama de almas, novela.
- 1941 – Zona íntima: la soltería, novela.
- 1942 – Walt Whitman, cotidiano y eterno, ensayo.
- 1952 – Sombras y entre sombras de la poesía chilena actual, ensayo.[11]
- 1960 – Seis cuentos de escritores chileno-yugoslavos, antología.
- 1978 – ¿Quién es quién en las letras chilenas?, autobiografía.
- 1978 – MultiDiálogos, ensayo.[12]
- 1983 – ¿Quiénes somos?, obra colectiva junto a Roque Esteban Scarpa, Enrique Campos Menéndez, Nicolás Mihovilović y Eugenio Mimica Barassi.
- 1985 – Multidiálogos sobre el matrimonio, la familia y sus prismas, ensayo.

## Premios
- 1935 – Primer premio por Prólogo a la primavera, Concurso Floral de las Fiestas Primaverales.[5]
- 1982 – Mención honrosa por El refugio de las campanas, Concurso Atlántida, Buenos Aires.
- 1983 – Mención honrosa en ensayo por MultiDiálogo sobre el matrimonio, la familia y sus prismas, Juegos Literarios Gabriela Mistral de la Municipalidad de Santiago.
- 1985 – Mención honrosa por Tres tiempos en la vida de Sergia, Concurso Esperante de la Northeastern Illinois University, Chicago, Estados Unidos.